# Joan Hernàndez Pijuan
Joan Hernàndez Pijuan (Barcelona 1931 - 2005) fou un pintor català. Estudià a l'Escola de la Llotja, a l'Escola d'Arts i Oficis de Barcelona i a l'Escola de Belles Arts de Sant Jordi, on adoptà un estil expressionista postcubista tràgic i amb càrrega social. El 1955 va fer la seva primera exposició individual i en els anys seixanta fou un dels creadors de l'anomenada Escola de Barcelona amb els membres del Grup Sílex (Carles Planell, Eduard Alcoy i Lázaro, Josep Maria Rovira - Brull). Després d'una estada a París va adoptar una figuració geomètrica on destaquen els elements solitaris (fruita, copes, ous, etc.) sobre fons i camps llisos de faixes de colors grisos i verds amb inclusió d'elements matemàtics com quadrícules, que suggereixen una atmosfera màgica. A mitjans dels anys vuitanta abandonà el geometrisme per tornar a l'informalisme.
Va exposar individualment a Barcelona, Madrid, Mataró, Còrdova, Saragossa, Zúric, Milà, Johannesburg, Colònia, Ginebra, Nova York, París i Osaka, i moltes obres seves es troben als museus (com al Museu Abelló de Mollet del Vallès). Fou catedràtic (1981) i degà a la Facultat de Belles Arts de la Universitat de Barcelona. El 1981 rebé el Premi Nacional d'Arts Plàstiques d'Espanya i el 1985 la Creu Sant Jordi. Ingressà a la Real Academia de San Fernando de Madrid el 2000 i el 2004 guanyà el Premi Ciutat de Barcelona.

## Obra
- 2 murals al Palau Sant Jordi de Barcelona.
- 1 sostre/mural a la Universitat de Barcelona.
- Obra al Museu d'Art Jaume Morera de Lleida.
- Obra a la Biblioteca Museu Víctor Balaguer de Vilanova i la Geltrú.